# Dino Risi
Dino Risi (Milánó, 1916. december 23. – Róma, 2008. június 7.) César-díjas olasz filmrendező, újságíró, filmkritikus, forgatókönyvíró.

## Élete
Egyetemi tanulmányait a Milánói Egyetem orvosi karán végezte.
12 évesen (1928) árva lett, így rokonok nevelték. 1940-től Mario Soldati, 1942-től pedig Alberto Lattuada rendezőasszisztense volt. A második világháború idején Svájcba menekült, ahol Jacques Feyder rendező tanítványa Genfben. 1945–1949 között Olaszországban volt újságíró, filmkritikus. 1946–1949 között rövidfilmeket rendezett. 1951–től játékfilmrendező volt.

## Rendezései
- Nápoly utcái (1947)
- Udvarok (1948)
- A város kiáltása (1948)
- Segantini, a hegyek festője (1949)
- 1848 (1949)
- Vakáció a gengszterrel (1952)
- Szerelem a városban (1953)
- A vasárnap hősei (1953)
- Vénusz jegyében (1955)
- Kenyér, szerelem és... (1955)
- Szegények, de jóképűek (1956) (forgatókönyvíró is)
- Sabella nagymama (1957)
- Szépek, de szegények (1957) (író is)
- Velence, a Hold és te (1958) (forgatókönyvíró is)
- Szegény milliomosok (1959) (forgatókönyvíró is)
- Szerelem Rómában (1960) (író is)
- A matador (1960)
- A siker ára (1961)
- Római menetelés (1962)
- Előzés (1962) (forgatókönyvíró is)
- Siker (1963)
- Szörnyetegek (1963) (író, forgatókönyvíró is)
- A csütörtök (1963)
- Gaucho (1964)
- Cicababák (1965)
- Komplexusok (1965) (író is)
- San Gennaro kincse (1966) (forgatókönyvíró is)
- A napernyő (1966) (író is)
- A tigris (1967) (forgatókönyvíró is)
- Egy remete Rómában (1967) (író, forgatókönyvíró is)
- Ölj meg, csak csókolj! (1968) (író os)
- Meztelennek látom (1969) (író is)
- Egy rendes fiú (1969) (forgatókönyvíró is)
- A pap felesége (1970) (író is)
- Az olasz nép nevében (1972)
- Harapj és fuss (1973)
- Piszkos hétvége (1973) (forgatókönyvíró is)
- A nő illata (1974) (forgatókönyvíró is)
- Fehér telefonok (1975) (író, forgatókönyvíró is)
- Elveszett lélek (1977) (forgatókönyvíró is)
- A püspök szobája (1977)
- Új szörnyetegek (1977)
- Első szerelem (1978) (forgatókönyvíró is)
- Kedves papa! (1979) (forgatókönyvíró is)
- Fotogén vagyok (1980) (író is)
- Szerelmi lázálom (1981) (forgatókönyvíró is)
- Vasárnapi szeretők (1981)
- A pajzán Dagobert király (1984) (forgatókönyvíró is)
- A háború bolondja (1985)
- Teresa (1988)
- Egy asszony meg a lánya (1988) (forgatókönyvíró is)
- Egyedül a gyermekeimmel (1990) (író, forgatókönyvíró is)
- Nem zavarok tovább (1991) (forgatókönyvíró is)
- A misszionáriuslány (1992) (forgatókönyvíró is)
- Fiatalok és jóképűek (1995) (forgatókönyvíró is)
- Stílusgyakorlatok (1996)
- Miss Italia (2000) (forgatókönyvíró is)

## Külső hivatkozások
- Dino Risi a PORT.hu-n (magyarul)
- Dino Risi az Internetes Szinkronadatbázisban (magyarul)
- Dino Risi az Internet Movie Database-ben (angolul)
- Dino Risi a Rotten Tomatoeson (angolul)
- Meghalt Dino Risi
- Meghalt Dino Risi

1. 1 2  Német Nemzeti Könyvtár: Integrált katalógustár (Németország) (német nyelven). Integrált katalógustár (Németország) . (Hozzáférés: 2014. április 9.)
2. 1 2  Francia Nemzeti Könyvtár: BnF-források (francia nyelven). (Hozzáférés: 2015. október 10.)
3. 1 2  SNAC (angol nyelven). (Hozzáférés: 2017. október 9.)
4. 1 2  Find a Grave (angol nyelven). Find a Grave . (Hozzáférés: 2017. október 9.)
5. ↑  Discogs (angol nyelven). Discogs . (Hozzáférés: 2017. október 9.)
6. ↑  Német Nemzeti Könyvtár: Integrált katalógustár (Németország) (német nyelven). Integrált katalógustár (Németország) . (Hozzáférés: 2014. december 10.)
7. ↑  http://www.upi.com/Entertainment_News/2008/06/09/Director_Dino_Risi_dead_at_90/UPI-98881213054105/
8. ↑  Német Nemzeti Könyvtár: Integrált katalógustár (Németország) (német nyelven). Integrált katalógustár (Németország) . (Hozzáférés: 2014. december 30.)